# Lygromma simoni
Lygromma simoni är en spindelart som först beskrevs av Lucien Berland 1913.  Lygromma simoni ingår i släktet Lygromma och familjen Prodidomidae.
Artens utbredningsområde är Ecuador. Inga underarter finns listade i Catalogue of Life.